# Cryptocephalus cupressi
Cryptocephalus cupressi är en skalbaggsart som beskrevs av Schaeffer 1933. Cryptocephalus cupressi ingår i släktet Cryptocephalus och familjen bladbaggar. Inga underarter finns listade i Catalogue of Life.